# Ubatuba
Ubatuba, oficialmente Estância Balneária de Ubatuba, é um município brasileiro do estado de São Paulo. Localizada na Mesorregião do Vale do Paraíba Paulista e na Microrregião de Caraguatatuba, trata-se de uma estância balneária cujo território ocupa uma área de 708,105km², sendo 83% coberto pelo Parque Estadual da Serra do Mar. O Censo 2022 apontou que sua população era de 92 981 habitantes, resultando em uma densidade populacional de 131,1 hab/km². O município é formado pela sede e pelo distrito de Picinguaba.
A região atual do município era ocupada pelos tupinambás muito antes da chegada dos portugueses ao Brasil. O povoado foi elevado à Vila em 28 de outubro de 1637.
Ubatuba foi palco de importantes eventos para a história brasileira, como um dos primeiros tratados do país: a Confederação dos Tamoios. No século XIX, tornou-se um importante polo portuário e econômico.
Devido às suas praias paradisíacas, muitas consideradas entre as mais bonitas do país, belezas naturais e rica cultura caiçara, com locais tombados pelo Condephaat como Patrimônio Histórico, Ubatuba é considerada um dos mais belos e famosos destinos turísticos brasileiros e atrai milhões de turistas anualmente, sendo reconhecida como uma Estância Balneária e a "Capital do Surfe".

## Estância balneária
São Sebastião é um dos 15 municípios paulistas considerados estâncias balneárias pelo Estado de São Paulo, por cumprir determinados pré-requisitos definidos por lei estadual. Tal status garante a esses municípios uma verba maior por parte do Estado para a promoção do turismo regional. Também, o município adquire o direito de agregar a seu nome o título de Estância Balneária, termo pelo qual passa a ser designado tanto pelo expediente municipal oficial quanto pelas referências estaduais.

## Toponímia
Há pelo menos duas interpretações para "Ubatuba". Em tupi, ubá significa canoa, enquanto u'ubá significa cana-do-rio, que corresponde a uma gramínea que era utilizada na confecção de flechas pelos indígenas. Como tyba indica "ajuntamento", os dois termos, formando uma relação genitiva, podem significar tanto "ajuntamento de canoas" como "ajuntamento de canas-do-rio".
Eduardo Navarro, em seu Dicionário de Tupi Antigo (2013), explica que ubá no sentido de canoa surgiu apenas no final do século XVII, enquanto o nome Ubatuba data do século XVI. Portanto, a segunda hipótese seria mais plausível.

## História

### Ocupação indígena
No século XVI, Ubatuba fazia parte de uma região litorânea maioritariamente ocupada pelos indígenas tupinambás. A primeira possível referência ao local aparece na obra de Hans Staden, que permaneceu cativo numa aldeia chamada Uwatibi, em Angra dos Reis. Essa aldeia tinha o mesmo nome do local da atual cidade de Ubatuba, sítio em que os índios tupinambás se reuniam com muitas canoas para expedições de guerra contra os tupiniquins e os portugueses em Burikioca (Bertioga) e Upau-Nema (São Vicente).
Tanto Hans Staden quanto outros autores europeus da época mencionam que o chefe supremo dos tupinambás era Cunhambebe e que seu território se estendia desde o Rio Juqueriquerê, em Caraguatatuba, até o Cabo de São Tomé, no leste do estado do Rio de Janeiro, abrangendo também todo o território ao longo do Rio Paraíba do Sul. Apenas décadas mais tarde, nos relatos de José de Anchieta, é que encontramos menção à aldeia de Iperoig, que pode significar "rio do tubarão" ou "rio das perobas".

### Iperoig e a luta contra os franceses
Os índios tupinambás estiveram entre os primeiros índios brasileiros a sofrer o impacto dos portugueses, uma vez que foram escravizados para os engenhos de cana-de-açúcar em São Vicente. Isso motivou uma firme aliança dos tupinambás com os franceses da França Antártica, que ocuparam a região da baía de Guanabara. Essa aliança, liderada por Cunhambebe, ficou conhecida como Confederação dos Tamoios.
Em 1563, José de Anchieta partiu com Manuel da Nóbrega de São Vicente para a aldeia de Iperoig, com o objetivo de pacificar os tupinambás. Anchieta permaneceu refém durante vários meses em Iperoig, enquanto Manuel da Nóbrega voltou a São Vicente acompanhado de Cunhambebe para acertar o tratado de paz conhecido como Paz de Iperoig.
Com a paz estabelecida com os índios tupinambás fronteiriços a São Vicente, os portugueses destruíram boa parte da nação tupinambá em conflitos na baía de Guanabara (em Uruçumirim - atual aterro do Flamengo) e em Cabo Frio, expulsando os franceses da região.

### Criação da vila
Enquanto os remanescentes tupinambás da Guanabara e de Cabo Frio se embrenharam mata adentro, abrindo espaço para a fundação do Rio de Janeiro, a população da região de Iperoig, em sua maioria, permaneceu em seus locais. Com o objetivo de assegurar a posse portuguesa da colônia, o então governador-geral empreendeu um esforço para colonizar a área. Assim, em 28 de outubro de 1637, a Aldeia de Iperoig foi elevada a vila, com o nome de Vila Nova da Exaltação à Santa Cruz do Salvador de Ubatuba, subordinada à sessão norte da Capitania de Itanhaém.
Ao longo do século XVIII, a produção agrícola cresceu e a Baía de Ubatuba se transformou no mais movimentado porto da Capitania de São Vicente. Em 1789, entretanto, o governo de Lorena determinou que toda exportação só poderia ser feita pelo Porto de Santos, o que levou à primeira decadência econômica de Ubatuba. O governador seguinte, Melo de Castro e Mendonça, concedeu novamente o direito ao livre comércio da vila.

### Ascensão e decadência econômica
Ao longo do século XIX, Ubatuba foi uma cidade rica, graças à atividade portuária. Em 1855, a cidade passou de vila a comarca. Alguns exportadores cogitaram a construção de uma ferrovia, para rivalizar com os portos de Santos e do Rio de Janeiro. Essa ferrovia foi impedida pelo governo brasileiro, através de moratória. Com a gradual perda de importância para suas concorrentes melhor abastecidas, no final do século, Ubatuba mergulhava em isolamento e decadência econômica.

### Recuperação turística
Em 21 de abril de 1933, o engenheiro Mariano Montesanti inaugurou sua rodovia descendo para Ubatuba a partir de Taubaté, fazendo a primeira ligação por estrada com o planalto e o vale do Paraíba. Essa estrada deu grande impulso ao turismo no litoral recortado do município, principalmente da população de Taubaté. As casas de veraneio passaram a abundar na cidade. Em 1948, Ubatuba conquistou a categoria de estância balneária.
Em 1977, foi criado o Parque Estadual da Ilha Anchieta na ilha homônima, localizada a menos de um quilômetro do litoral de Ubatuba, que passou a ser área de proteção ambiental. Entre 1908 e 1955, a ilha Anchieta abrigou um presídio federal, desativado três anos depois da Rebelião da Ilha Anchieta, protagonizada em 20 de junho de 1952.
A especulação imobiliária e turística, entretanto, contribuiu para a rápida destruição do patrimônio histórico de Ubatuba. Hoje, sobram poucas mostras da ocupação antiga: um exemplo notável é o Sobradão do Porto. Hoje, Ubatuba resgata seu passado na cultura caiçara, nas ruas, nas festas de origem portuguesa, na tradição quilombola e indígena, e nos edifícios históricos restantes, revelando seu potencial como estância balneária para o turismo.

## Geografia

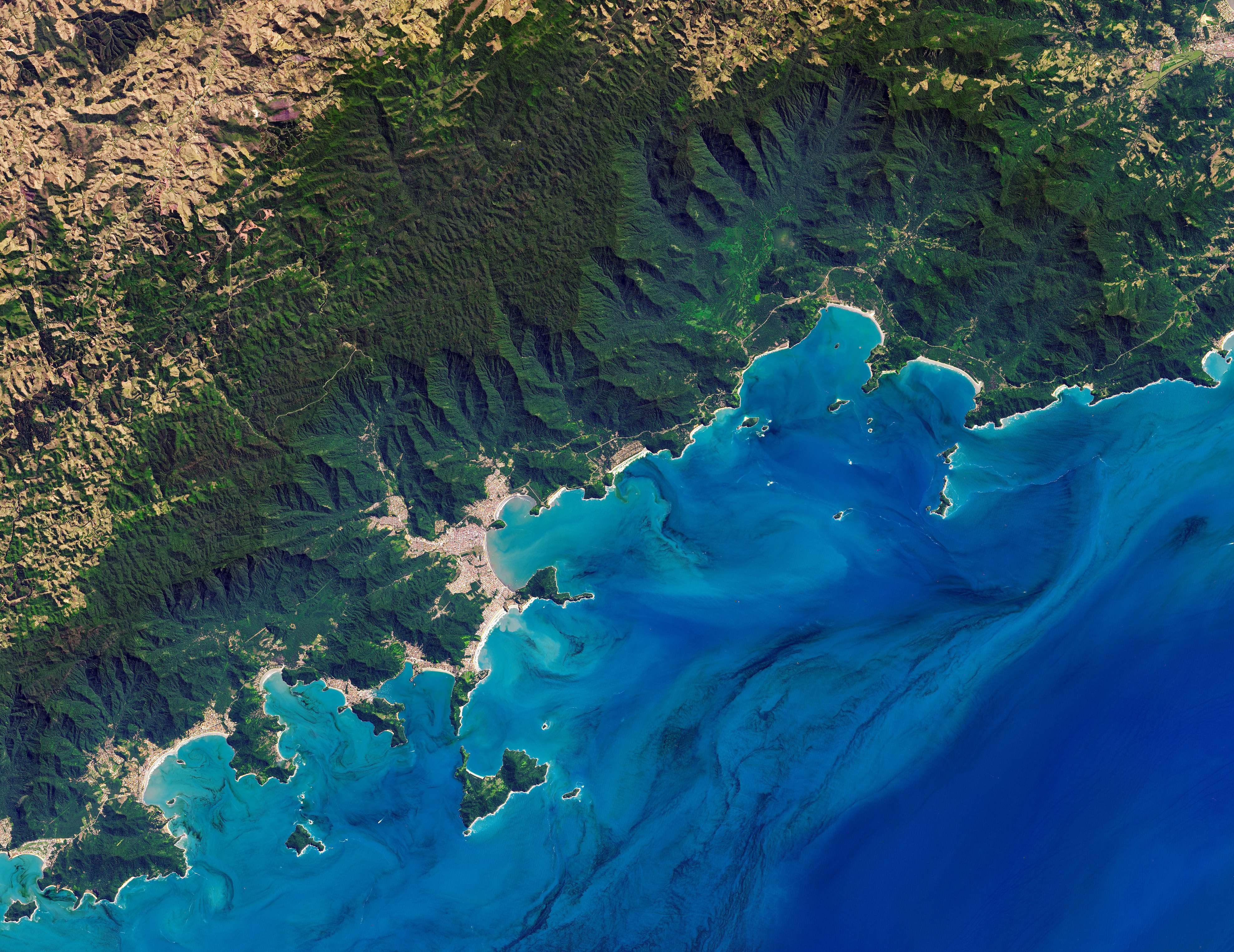
Imagem do satélite Landsat 8 do território do município de Ubatuba.

A cidade de Ubatuba está localizada no litoral norte do Estado de São Paulo, distante 250 quilômetros da capital estadual. Limita-se ao norte com Paraty (Rio de Janeiro), ao sul com Caraguatatuba, a oeste com Cunha, São Luiz do Paraitinga e Natividade da Serra e a leste com o Oceano Atlântico, achando-se na latitude 23°26'21,45". A cidade é cortada pelo Trópico de Capricórnio, passando em frente à pista do aeroporto local.

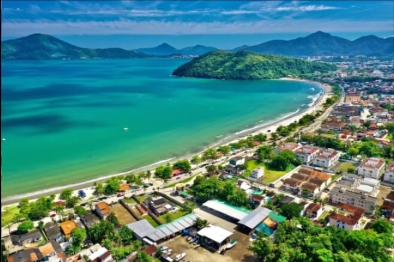
A cidade é cercada pela Serra do Mar

Ubatuba é cercada pela Serra do Mar e sua exuberante Mata Atlântica. Quase oitenta por cento do território da cidade de Ubatuba consiste em áreas de preservação. O Parque Estadual da Serra do Mar, criado para proteger e preservar a mata atlântica, tem três núcleos dentro de Ubatuba: Cunha-Indaiá, Santa Virgínia e Picinguaba. Além disso, a cidade possui uma sede do Projeto TAMAR, destinada à conservação das espécies de tartarugas-marinhas do litoral brasileiro.

### Hidrografia
Os rios e córregos que cortam Ubatuba são: Rio da Prata, Rio Maranduba, Rio Escuro, Rio Grande de Ubatuba, Rio Indaiá, Rio Itamambuca, Rio Purumã, Rio Iriri, Rio Fazenda, Rio das Bicas, córrego Duas Irmãs, Córrego Lagoinha, Rio Acaraú, Rio Promirim, Rio Quiririm e Rio Ubatumirim.

### Clima
| Maiores acumulados de precipitação em 24 horas registrados em Ubatuba por meses (INMET) | Maiores acumulados de precipitação em 24 horas registrados em Ubatuba por meses (INMET) | Maiores acumulados de precipitação em 24 horas registrados em Ubatuba por meses (INMET) | Maiores acumulados de precipitação em 24 horas registrados em Ubatuba por meses (INMET) | Maiores acumulados de precipitação em 24 horas registrados em Ubatuba por meses (INMET) | Maiores acumulados de precipitação em 24 horas registrados em Ubatuba por meses (INMET) |
| Mês                                                                                     | Acumulado                                                                               | Data                                                                                    | Mês                                                                                     | Acumulado                                                                               | Data                                                                                    |
| --------------------------------------------------------------------------------------- | --------------------------------------------------------------------------------------- | --------------------------------------------------------------------------------------- | --------------------------------------------------------------------------------------- | --------------------------------------------------------------------------------------- | --------------------------------------------------------------------------------------- |
| Janeiro                                                                                 | 344,1 mm                                                                                | 22/01/1976                                                                              | Julho                                                                                   | 114,7 mm                                                                                | 07/07/1986                                                                              |
| Fevereiro                                                                               | 246,3 mm                                                                                | 13/02/1996                                                                              | Agosto                                                                                  | 59,2 mm                                                                                 | 17/08/1983                                                                              |
| Março                                                                                   | 201,8 mm                                                                                | 12/03/1998                                                                              | Setembro                                                                                | 139,4 mm                                                                                | 28/09/1976                                                                              |
| Abril                                                                                   | 276 mm                                                                                  | 05/04/2005                                                                              | Outubro                                                                                 | 149,1 mm                                                                                | 09/10/1992                                                                              |
| Maio                                                                                    | 194 mm                                                                                  | 03/05/1992                                                                              | Novembro                                                                                | 168,8 mm                                                                                | 27/11/1992                                                                              |
| Junho                                                                                   | 135,2 mm                                                                                | 12/06/1989                                                                              | Dezembro                                                                                | 197,3 mm                                                                                | 19/12/1986                                                                              |
| Período dos dados: 01/01/1961-31/08/1967, 01/07/1971-06/03/2009                         |                                                                                         |                                                                                         |                                                                                         |                                                                                         |                                                                                         |

O clima de Ubatuba é o tropical litorâneo húmido ou tropical atlântico, com chuvas abundantes ao longo do ano,  mais frequentes no verão, sem estação seca, e com mês mais frio possuindo temperatura média igual ou acima de 18 °C. Com quase 1 700 horas de sol por ano, a umidade do ar é relativamente elevada e o índice pluviométrico é de 2 520 milímetros/ano, o que é refletido pelo apelido Ubachuva que a cidade recebe, devido ao seu clima chuvoso.
Segundo dados do Instituto Nacional de Meteorologia (INMET), referentes ao período de 1961 a 1967 e 1971 a 2009, a temperatura mínima absoluta registrada em Ubatuba foi de 3,7 °C em 1° de junho de 1979, e a maior atingiu 40,8 °C em 9 de setembro de 1997. O maior acumulado de precipitação em 24 horas atingiu 344,1 mm em 22 de janeiro de 1976. Outros grandes acumulados superiores a 200 mm foram 276 mm em 5 de abril de 2005, 262,8 mm em 5 de janeiro de 1992, 259,4 mm em 1° de abril de 1985, 246,3 mm em 13 de fevereiro de 1996, 230,3 mm em 19 de abril de 1990, 210,8 mm em 11 de janeiro de 1978 e 201,8 mm em 12 de março de 1998. O menor índice de umidade relativa do ar foi de 21% em 1997, nos dias 8 de junho e 9 de setembro daquele ano.
| Dados climatológicos para Ubatuba | Dados climatológicos para Ubatuba | Dados climatológicos para Ubatuba | Dados climatológicos para Ubatuba | Dados climatológicos para Ubatuba | Dados climatológicos para Ubatuba | Dados climatológicos para Ubatuba | Dados climatológicos para Ubatuba | Dados climatológicos para Ubatuba | Dados climatológicos para Ubatuba | Dados climatológicos para Ubatuba | Dados climatológicos para Ubatuba | Dados climatológicos para Ubatuba | Dados climatológicos para Ubatuba |
| Mês | Jan                               | Fev                               | Mar                               | Abr                               | Mai                               | Jun                               | Jul                               | Ago                               | Set                               | Out                               | Nov                               | Dez                               | Ano                               |
| --- | --------------------------------- | --------------------------------- | --------------------------------- | --------------------------------- | --------------------------------- | --------------------------------- | --------------------------------- | --------------------------------- | --------------------------------- | --------------------------------- | --------------------------------- | --------------------------------- | --------------------------------- |
| Temperatura máxima recorde (°C) | 38,8                              | 38,8                              | 38,2                              | 36,6                              | 36                                | 34,9                              | 35,2                              | 38,9                              | 40,8                              | 38                                | 39,4                              | 37,8                              | 40,8                              |
| Temperatura máxima média (°C) | 30,3                              | 31                                | 29,9                              | 28,4                              | 26,1                              | 25,3                              | 24,4                              | 24,9                              | 24,5                              | 25,9                              | 27,5                              | 29                                | 27,3                              |
| Temperatura média compensada (°C) | 25,3                              | 25,6                              | 24,7                              | 23,1                              | 20,4                              | 18,8                              | 18                                | 18,9                              | 19,8                              | 21,5                              | 22,9                              | 24,3                              | 21,9                              |
| Temperatura mínima média (°C) | 21,5                              | 21,5                              | 20,9                              | 19,2                              | 16,3                              | 14,5                              | 13,6                              | 14,3                              | 16                                | 18                                | 19,2                              | 20,4                              | 18                                |
| Temperatura mínima recorde (°C) | 12,7                              | 14,8                              | 13,1                              | 10,2                              | 6,4                               | 3,7                               | 5,3                               | 5,6                               | 6,9                               | 10,2                              | 11,1                              | 12,9                              | 3,7                               |
| Precipitação (mm) | 312,9                             | 290,5                             | 311,1                             | 232,5                             | 122,9                             | 94,2                              | 92,6                              | 74,4                              | 196,9                             | 245,5                             | 263,6                             | 280,4                             | 2 517,5                           |
| Dias com precipitação (≥ 1 mm) | 17                                | 15                                | 16                                | 13                                | 9                                 | 7                                 | 8                                 | 8                                 | 13                                | 15                                | 16                                | 17                                | 154                               |
| Umidade relativa compensada (%) | 82,4                              | 82,7                              | 84,6                              | 84,8                              | 84,7                              | 84,4                              | 84,3                              | 83,3                              | 85,3                              | 84,5                              | 82,7                              | 82,2                              | 83,8                              |
| Insolação (h) | 143,6                             | 157,5                             | 152                               | 151,9                             | 150,8                             | 154,5                             | 154                               | 155,1                             | 105,2                             | 110,9                             | 121                               | 131,5                             | 1 688                             |
| Fonte: Instituto Nacional de Meteorologia (INMET) (normal climatológica de 1981-2010; recordes de temperatura: 01/01/1961-31/08/1967, 01/07/1971-06/03/2009) |                                   |                                   |                                   |                                   |                                   |                                   |                                   |                                   |                                   |                                   |                                   |                                   |                                   |

## Demografia

### População
| Crescimento populacional                             | Crescimento populacional | Crescimento populacional | Crescimento populacional |
| Ano                                                  | População Total          |                          | %±                       |
| ---------------------------------------------------- | ------------------------ | ------------------------ | ------------------------ |
| 1872                                                 | 7 565                    |                          |                          |
| 1890                                                 | 9 612                    |                          | 27,1%                    |
| 1900                                                 | 11 984                   |                          | 24,7%                    |
| 1910                                                 | 9 049                    |                          | −24,5%                   |
| 1920                                                 | 10 179                   |                          | 12,5%                    |
| 1925                                                 | 12 615                   |                          | 23,9%                    |
| 1934                                                 | 7 593                    |                          | −39,8%                   |
| 1937                                                 | 8 117                    |                          | 6,9%                     |
| 1940                                                 | 7 255                    |                          | −10,6%                   |
| 1946                                                 | 10 407                   |                          | 43,4%                    |
| 1950                                                 | 7 941                    |                          | −23,7%                   |
| 1958                                                 | 9 023                    |                          | 13,6%                    |
| 1960                                                 | 10 294                   |                          | 14,1%                    |
| 1970                                                 | 15 203                   |                          | 47,7%                    |
| 1980                                                 | 27 139                   |                          | 78,5%                    |
| 1991                                                 | 47 398                   |                          | 74,6%                    |
| 2000                                                 | 66 861                   |                          | 41,1%                    |
| 2010                                                 | 78 801                   |                          | 17,9%                    |
| 2022                                                 | 92 981                   |                          | 18,0%                    |
| Est. 2024                                            | 96 598                   | [ 30 ]                   | 3,9%                     |
| Fontes: Censos Demográficos IBGE e Estimativas SEADE |                          |                          |                          |

### Religião
O Cristianismo se faz presente na cidade da seguinte forma:
A Igreja Católica é representada na cidade pela Diocese de Caraguatatuba. Entre as igrejas protestantes históricas, pentecostais e neopentecostais, encontram-se na cidade:
- Assembleia de Deus Ministério do Belém.[39][40]
- Congregação Cristã no Brasil.[41]
- Igreja Batista[42]

## Política e administração

### Governo
Os atuais líderes políticos de Ubatuba são:
- Prefeito: Marcio Maciel (PSB)[43]
- Presidente da câmara: Jorge Ribeiro (Partido Verde)

## Infraestrutura

### Educação
A cidade de Ubatuba abriga um campus da Universidade de Taubaté (UNITAU), que oferece diversos cursos de graduação em nível superior na modalidade educação a distância (EAD).

### Transportes
- Aeroporto de Ubatuba
- Verde Bus
- Terminal Rodoviário Intermunicipal de Ubatuba

Os principais acessos à cidade são:
- Rodovia Oswaldo Cruz (SP-125)
- Rodovia Rio-Santos (BR-101)
- Rodovia dos Tamoios (SP-099)

### Comunicações
O sistema de telefones automáticos foi inaugurado na cidade pela Companhia de Telecomunicações do Estado de São Paulo (COTESP) em 1971, com duas centrais telefônicas (Ubatuba e Praia do Lázaro). Já o sistema de discagem direta à distância (DDD) foi implantado em 1976 pela Telecomunicações de São Paulo (TELESP), com o código de área (0124).
Na década de 90 o código DDD da cidade foi alterado para (012), para padronização do sistema telefônico com a telefonia celular que estava sendo implantada em todo o estado.

## Cultura e lazer

### Arquitetura Histórica

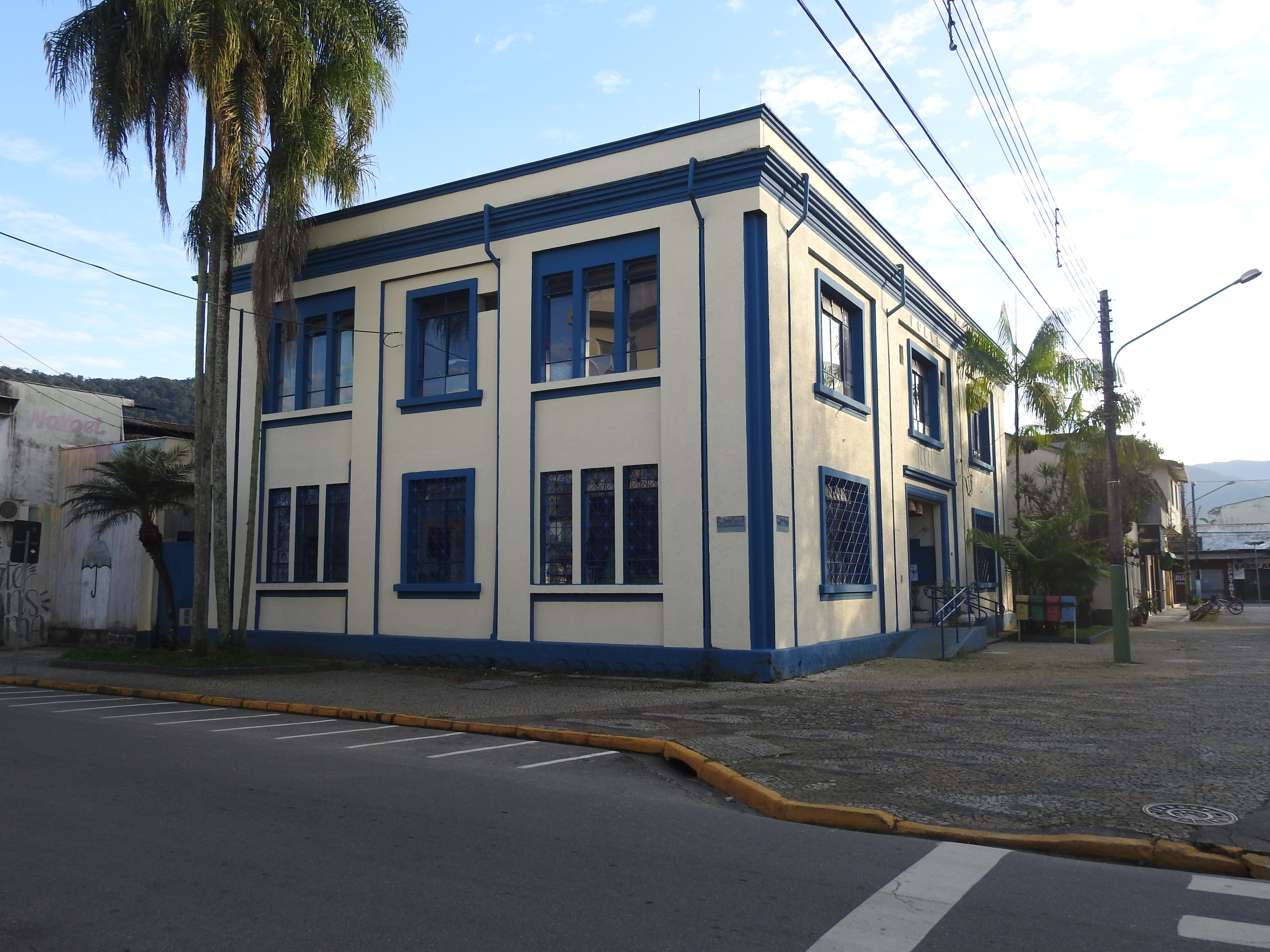
Fórum municipal

Ubatuba é uma das mais antigas cidades e povoadas do Litoral Norte de São Paulo. Mesmo assim, pouco de suas características arquitetônicas originais encontram-se preservadas. Grande parte dos antigos casarões da cidade foram demolidos com o passar dos anos, devido ao aumento da especulação imobiliária e do desinteresse e desinformação sobre tais casas. 
Restando poucos exemplares dessa história, encontra-se na região central da cidade, a Igreja Matriz, construída em 1866, com características barrocas; próximo à ela existe o Casarão/Sobradão do Porto, erguido em 1846 pelo armador português Manoel Baltazar da Cunha Fortes. Há também o Ateneu Ubatubense, construção do séc. XIX, e antiga residência do Professor Thomaz Galhardo, autor da primeira cartilha de alfabetização do Brasil. O prédio já serviu como casa, Câmara Municipal e atualmente funciona como Secretaria de Municipal de Turismo. 
A antiga Cadeia Municipal (Cadeia Velha), é um prédio atualmente na região comercial de Ubatuba; construído no século XX e projetado por Euclides da Cunha, atualmente funciona nela o Museu Histórico de Ubatuba.
Mais afastado do centro da cidade, no bairro da Lagoinha, existem as Ruínas da Lagoinha, conjunto arquitetônico composto pelo que restou do antigo engenho da Fazenda do Bom Retiro, e dos pilares de uma suposta fábrica de vidros (tida como a primeira do Brasil).
Destaca-se também as Ruínas da Ilha Anchieta, local onde funcionava a Colônia Correcional da Ilha dos Porcos; inicialmente um presídio para presos comuns e menores infratores; o local recebeu também presos políticos durante a primeira metade do século XX. Em 1952, ocorre uma sangrenta rebelião e fuga de prisioneiros, considerada uma das piores rebeliões do sistema carcerário brasileiro. O presídio foi desativado em 1955 e a ilha tornou-se Parque Estadual, tombado em 1985.

### Eventos culturais

#### Festa do Divino Espírito Santo
Uma das mais antigas manifestações religiosas do Brasil, trazida pela rainha Isabel de Portugal, a novena é rezada há mais de dois séculos, segundo antigos caiçaras. A festa é comemorada há mais de 150 anos, de Norte à Sul da cidade.
Embora liturgicamente o Divino Espírito Santo seja comemorado no dia de Pentecostes, na cidade a festa ocorre tradicionalmente no mês de Julho, coincidindo com a época de migração das Tainhas, que eram pescadas e assadas na brasa, tornando esta a principal iguaria culinária da festa. 
A festividade ocorre anualmente e conta com programação litúrgica e religiosa (como novena, missas e procissões), gastronômica (com as barracas de comidas típicas) e cultural (com shows, apresentações de danças típicas da cidade, além da coroação do Imperador e Imperatriz). 

#### Festa de São Pedro Pescador
Festa da cidade com quase 100 anos de tradição. A comemoração é feita em honra do padroeiro de Ubatuba, São Pedro. Ocorre no mês de junho, período da festa litúrgica de São Pedro e que também coincide com a época de migração das Tainhas (portanto, um período de maior abastança para as comunidades de pescadores tradicionais).
Desde 1954 é realizado junto da festa, a procissão marítima, com barcos e canoas que saem do Rio Grande de Ubatuba em direção ao mar e realizam uma oração para a cidade além da Benção dos Anzóis, pedindo uma pesca abundante durante todo o ano. Alguns anos depois foi criado o Concurso Rainha dos Pescadores, que escolhe entre as jovens da cidade uma Miss. 
Com o passar dos anos, a festa foi crescendo e impactando cada vez mais no turismo da cidade, tendo uma programação cultural (com shows, barracas de comidas típicas, danças, leilão de remos e apresentações da cidade, além de shows com bandas e músicos), além de uma programação religiosa (que culmina com a Missa Campal, no dia 29 de Junho, dia de São Pedro e feriado municipal). 

#### Peregrinações e Romarias
A cidade tem tradição com peregrinações a pé e romarias, em direção a Aparecida. Houve práticas de antigos caiçaras de realizar esse trajeto como forma de agradecer ou pedir graças à Nossa Senhora Aparecida. Na região do centro, a mais antiga e tradicional romaria ocorre há mais de 20 anos, saindo todos os anos entre os meses de novembro e dezembro da Paróquia Exaltação à Santa Cruz, tendo duração aproximada de cinco dias. Esta romaria é geralmente a mais numerosa da cidade (contando também com a participação de romeiros de cidades próximas que vão a Ubatuba para realizar o trajeto) e impacta na vida cultural, religiosa e econômica de Ubatuba, e também nos locais de passagem, como Catuçaba e Lagoinha.

### Esportes

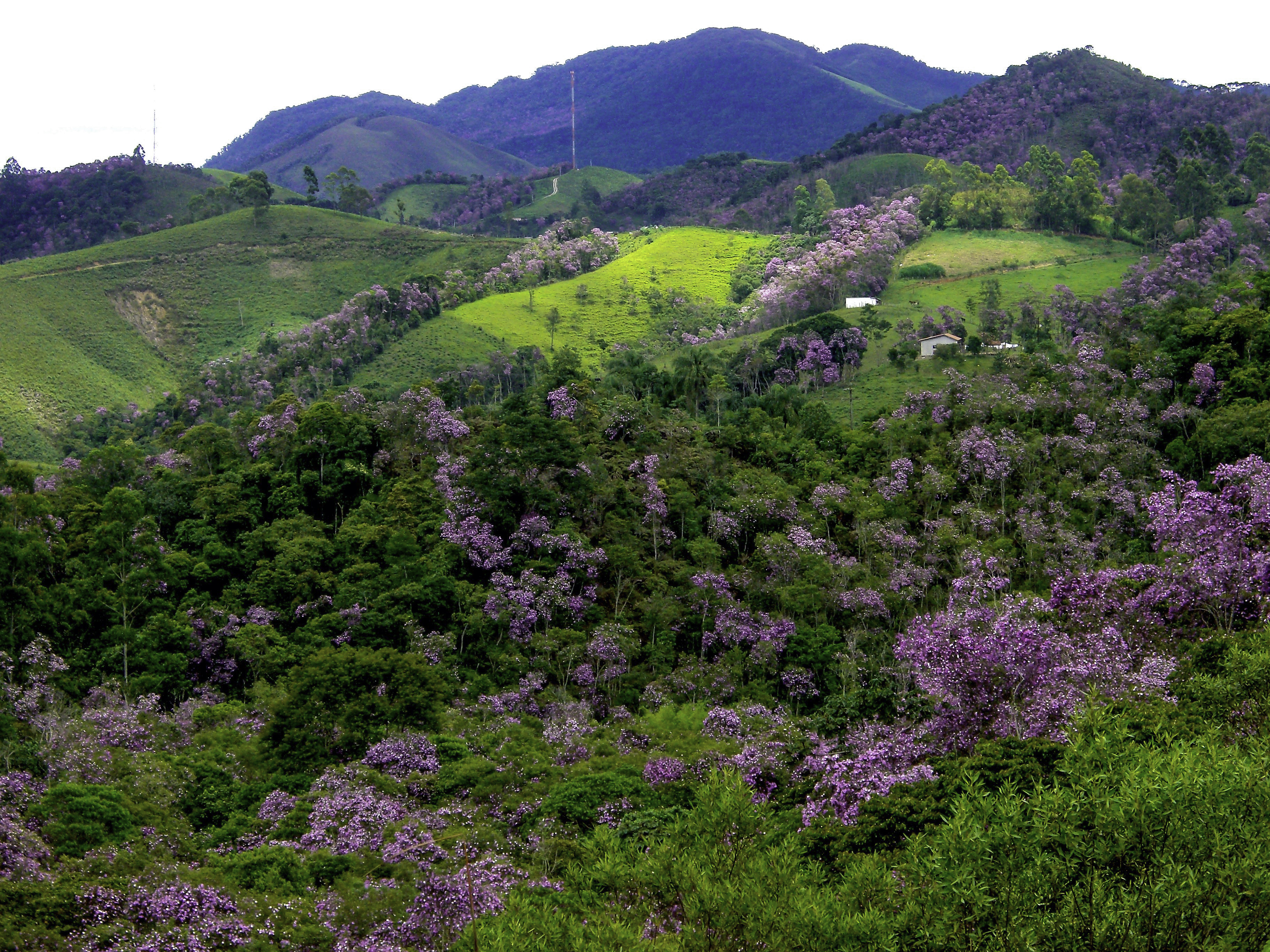
Serra de Ubatuba

Ubatuba é muito frequentada por esportistas náuticos:
- Surfe: Ubatuba possui praias com ondas para campeonatos internacionais como a Itamambuca, e algumas com ondas excelentes como a praia Vermelha do Norte, Sapê, Toninhas e Praia Grande, entre muitas outras. Todos os anos é realizada uma competição internacional de surfe na praia de Itamambuca.
- Vela: Na praia do Saco da Ribeira pratica-se vela e a região de Ubatuba é rica em ilhas, mares, ventos, águas abrigadas e rápido acesso ao alto mar.
- Skate: Ubatuba possui uma pista ótima para os iniciantes e profissionais do skate, ela contém halfs, quarters, escadarias, entre outros obstáculos. Esta pista está situada na Avenida Iperoig, no Centro, em frente ao aeroporto. E também há vários outros mini-ramps espalhados pela cidade, como as do bairro do Ranário, Itamambuca e Jardim Carolina.

## Turismo

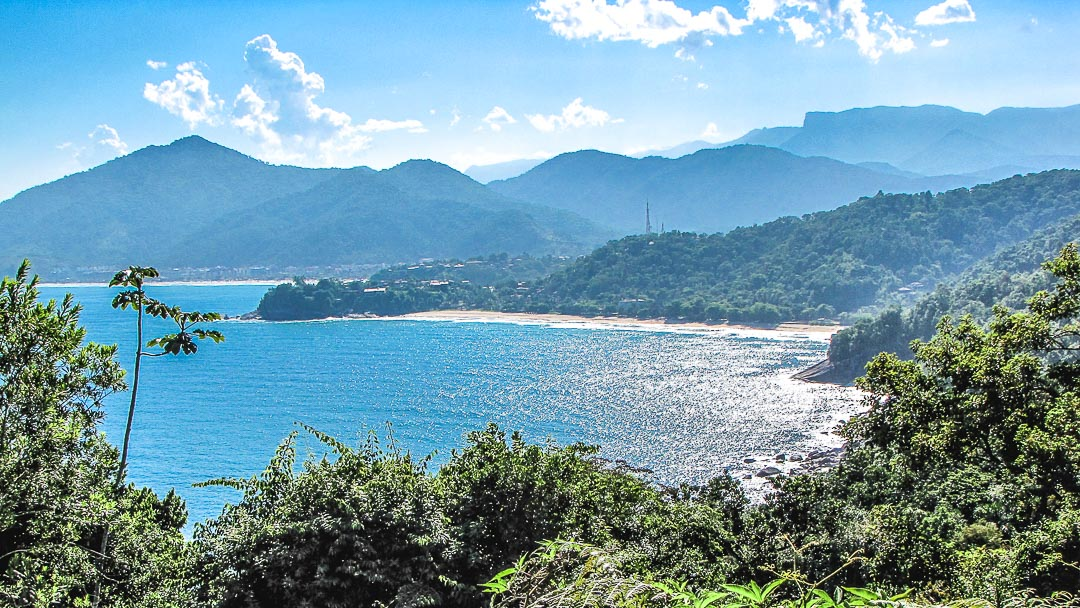
Praia Vermelha

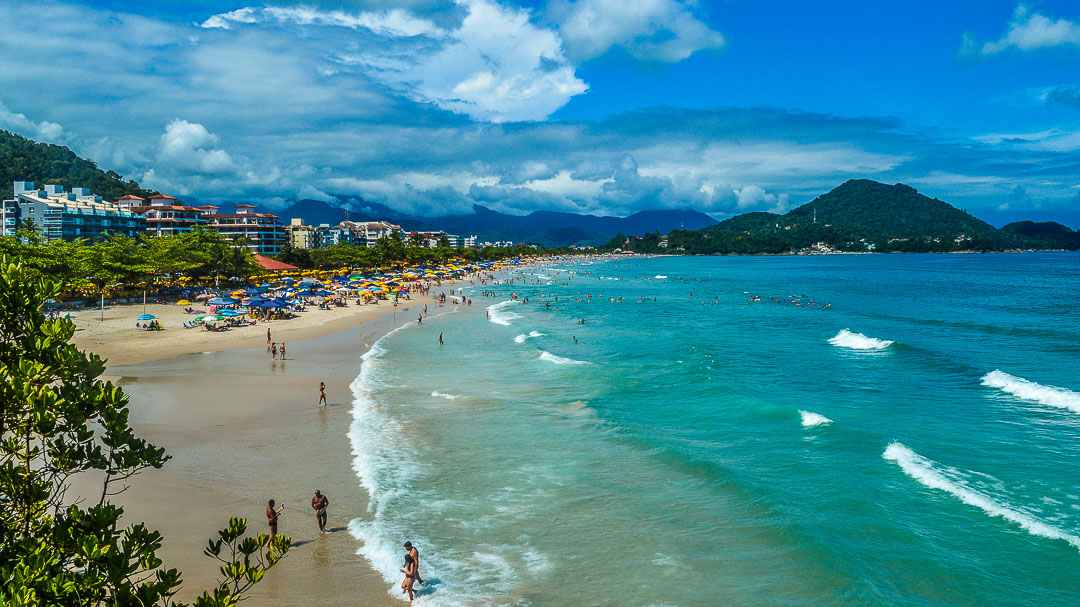
Praia Grande

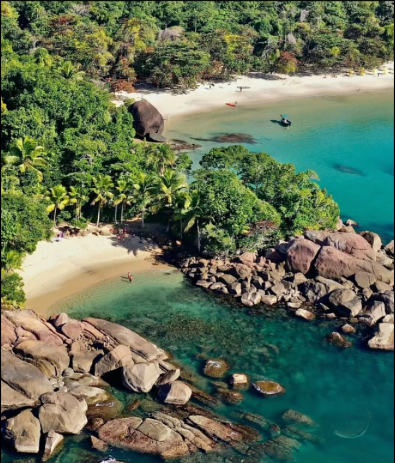
Praia do Português e Félix

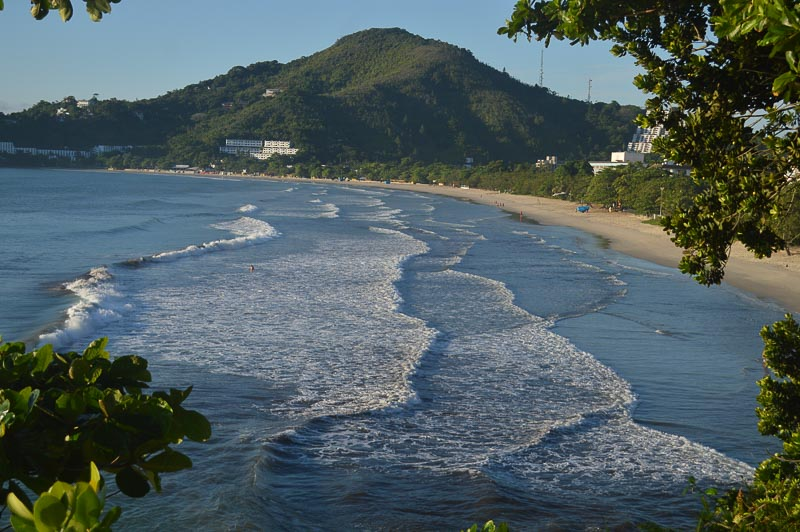
Praia das Toninhas

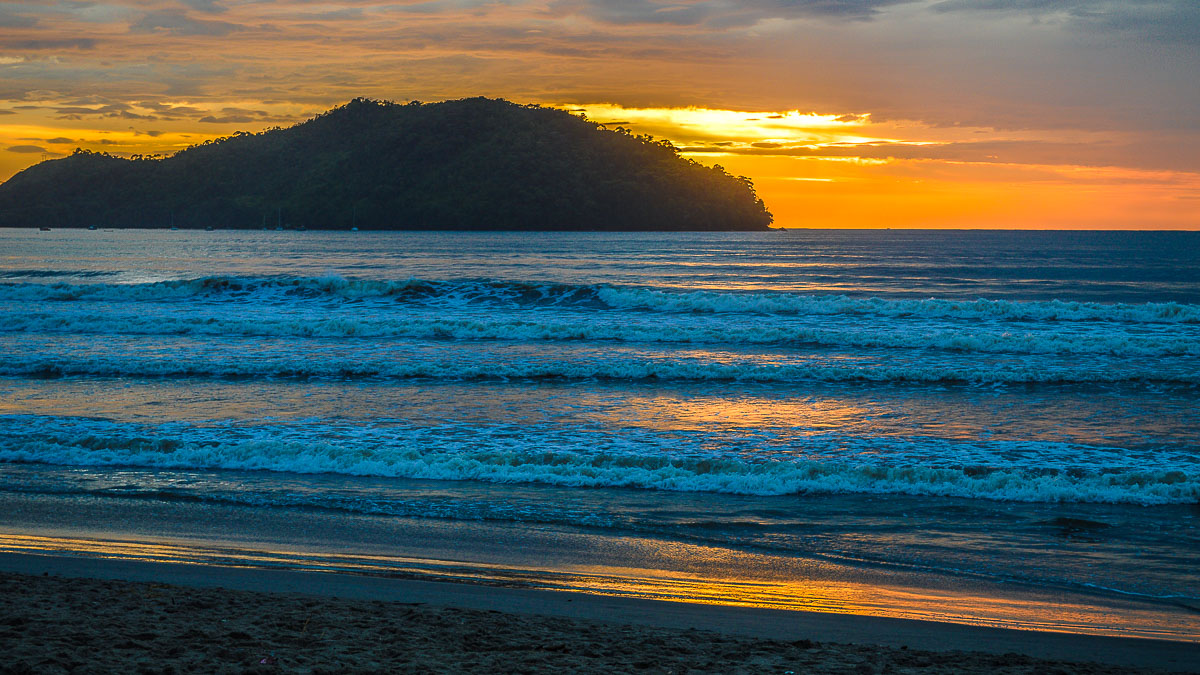
Praia do Perequê-Açu

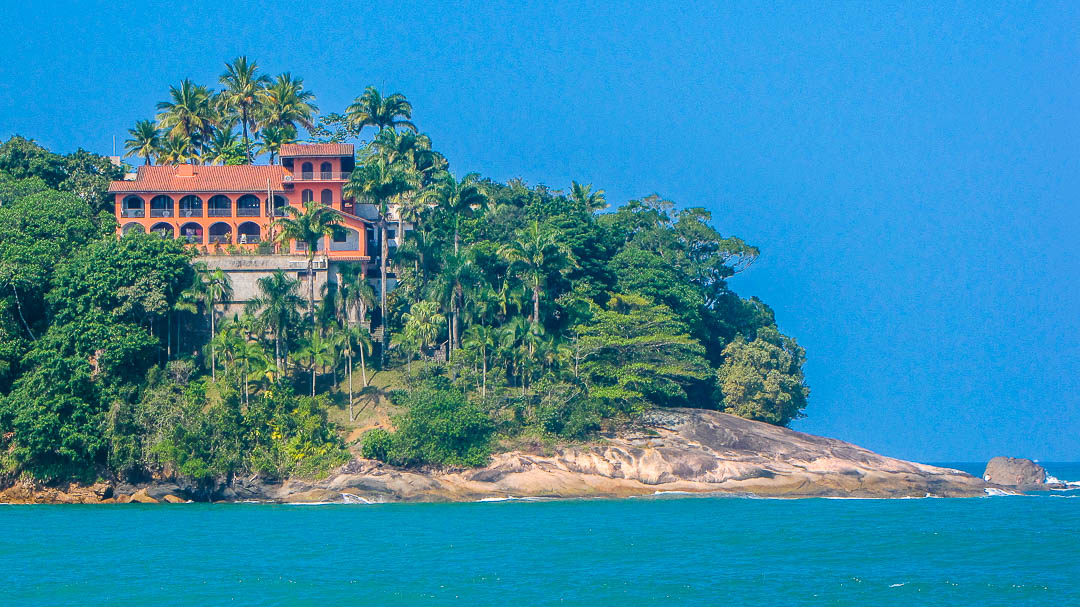
Praia do Tenório

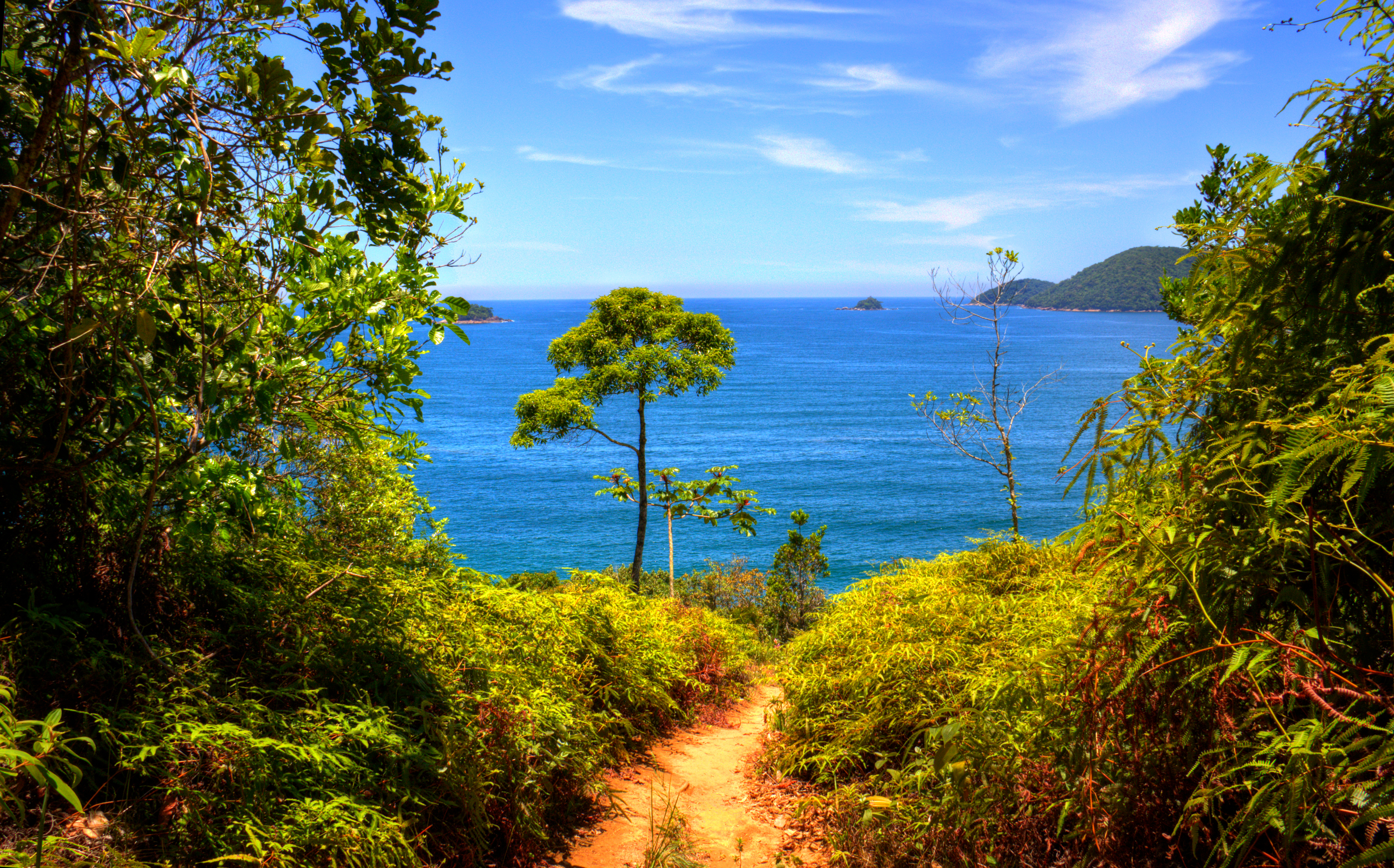
Praia do Cedro

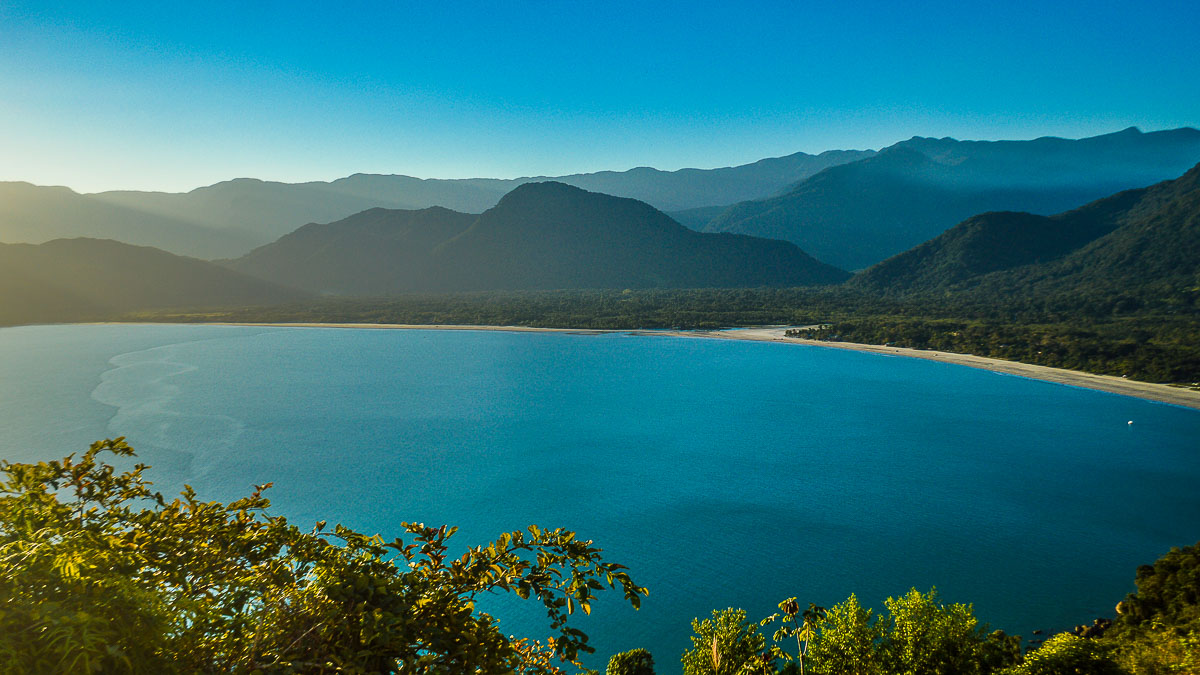
Praia do Ubatumirim

Ubatuba possui mais de 100 praias distribuídas pelo seu litoral. Dentre elas, as mais conhecidas são: Maranduba, Itamambuca, Vermelha do Norte, Grande, Enseada, Lázaro, Santa Rita, Félix, Toninhas, Perequê e Saco da Ribeira.
Além disso, a cidade possui algumas ilhas, como a Ilha das Couves, Ilha da Almada e a Ilha Anchieta. Esta última possui presídio desativado, que, no passado, foi utilizado para também manter presos políticos; ela pode ser acessada a partir do Saco da Ribeira, é possível visitar as suas ruínas e conhecer a praia do Presídio.